# Піткернська мова
Піткернська мова — мова населення острова Піткерн. Креольська мова, що утворилася із суміші англійської мови XVIII століття і таїтянської мови. Є рідною для менш ніж 100 уродженців острова. Близькоспорідненою норфолкською мовою говорять кілька тисяч осіб. Попри те, що острови розташовані в Тихому океані, ці мови відносять до атлантичної групи креольських мов.